# Municipio de Seivert
El municipio de Seivert (en inglés: Seivert Township) es un municipio ubicado en el condado de Cavalier en el estado estadounidense de Dakota del Norte. En el año 2010 tenía una población de 15 habitantes y una densidad poblacional de 0,19 personas por km².

## Geografía
El municipio de Seivert se encuentra ubicado en las coordenadas 48°34′43″N 98°54′4″O / 48.57861, -98.90111. Según la Oficina del Censo de los Estados Unidos, el municipio tiene una superficie total de 77.52 km², de la cual 72,67 km² corresponden a tierra firme y (6,25 %) 4,85 km² es agua.

## Demografía
Según el censo de 2010, había 15 personas residiendo en el municipio de Seivert. La densidad de población era de 0,19 hab./km². De los 15 habitantes, el municipio de Seivert estaba compuesto por el 100 % blancos. Del total de la población el 0 % eran hispanos o latinos de cualquier raza.